# Városház tér (Székesfehérvár)
A Városház tér (a középkorban latinul: Teatrum Civitatis) Székesfehérvár főtere. Az Óváros középpontjában elhelyezkedő L alakú tér a magyarországi barokk építészet egyik legnagyszerűbb lelőhelye. A város és a magyar államiság egyik jelképe, a fehérvári jognak emléket állító Országalma-díszkút a tér közepén található. 
A teret jórészt 17–18. századi, barokk stílusú épületek szegélyezik, köztük paloták, közintézmények, egy kolostor és egy templom. A tér épületei közül a legfontosabbak a középkori eredetű, majd a 17–18. század fordulóján újjáépült városháza főépülete, a nagyjából ugyanakkor, szintén középkori épületek átalakításával létrejött Hiemer–Font–Caraffa-épülettömb, az 1720–1743 között épült Szent Imre-templom és az 1801-re befejezett püspöki palota.
Kulturális jelentősége a város életében kiemelkedő: a település hagyományos rendezvényeinek többségét ezen a téren és a belőle kiinduló Fő utcán, valamint a történelmi belváros környező utcáiban és terein tartják. Ezek között mindenképp említésre méltó az augusztus 20-a környékén megrendezésre kerülő Székesfehérvári Királyi Napok, valamint az adventi időszak, amikor itt tartják az ország egyik legnagyobb adventi vásárát.

## Elhelyezkedése
A Városház tér a történelmi belváros középpontjában helyezkedik el. A térről indul ki a Belváros számos utcája, köztük a méltán híres Fő utca. Ide vezet továbbá a Vasvári Pál utca, a Kossuth utca, az Arany János utca, a Kati néni-szoborról híres Liszt Ferenc utca, a Jókai utca, az Oskola utca, a Juhász Gyula utca és a Lakatos utca is.
A Nemzeti Emlékhelyet magába foglaló Koronázó tér közvetlenül a Városház tér mellett található, Székesfehérvár legforgalmasabb tere, a város autóbusz-állomásának is helyet adó Piac tér pedig a Liszt Ferenc utcán közelíthető meg. A Kossuth utcán eljutunk a Hősök terére és a Kossuth udvarba (az Órajátékhoz), de a Megyeház utcával és az Arany János utcával együtt a Szent István térben ér véget. A Fő utca a Zichy ligethez és az Országzászló térhez vezet.

## Története
A Városház tér területe már a korai időkben is Székesfehérvár főterének számított. A középkorban latin nevei Forum in Civitate Albensi (Fórum Fehérvárott) és Theatrum Civitatis Albaregalis (Fehérvár Főtere) voltak, de előfordult a magyar Piactér megnevezés is. 
A mai Szent Imre-templom helyén a hagyomány szerint I. István palotája állt, melyben Imre herceg 1007-ben megszületett. A tér északkeleti részét egykor a Nagyboldogasszony-bazilika nyugati szárnya foglalta el, melynek romjait a Városház térrel szomszédos Koronázó téren található Romkertben lehet megtekinteni. A romok a Városház tér alatt is megtekinthetőek. A városháza középkori eredetű főépületét Fehérvár oszmán megszállás alóli felszabadulása (1688) után kezdték el újjáépíteni.
A Városház tér a 19-20. század fordulójáig a város piactere volt. Ezután a vásárokat az 1990-es évekig a 19. században elbontott Palotai kapu helyén kialakult Hal téren, a mai Piac téren tartották.

## Meghatározó épületek
- Püspöki palota

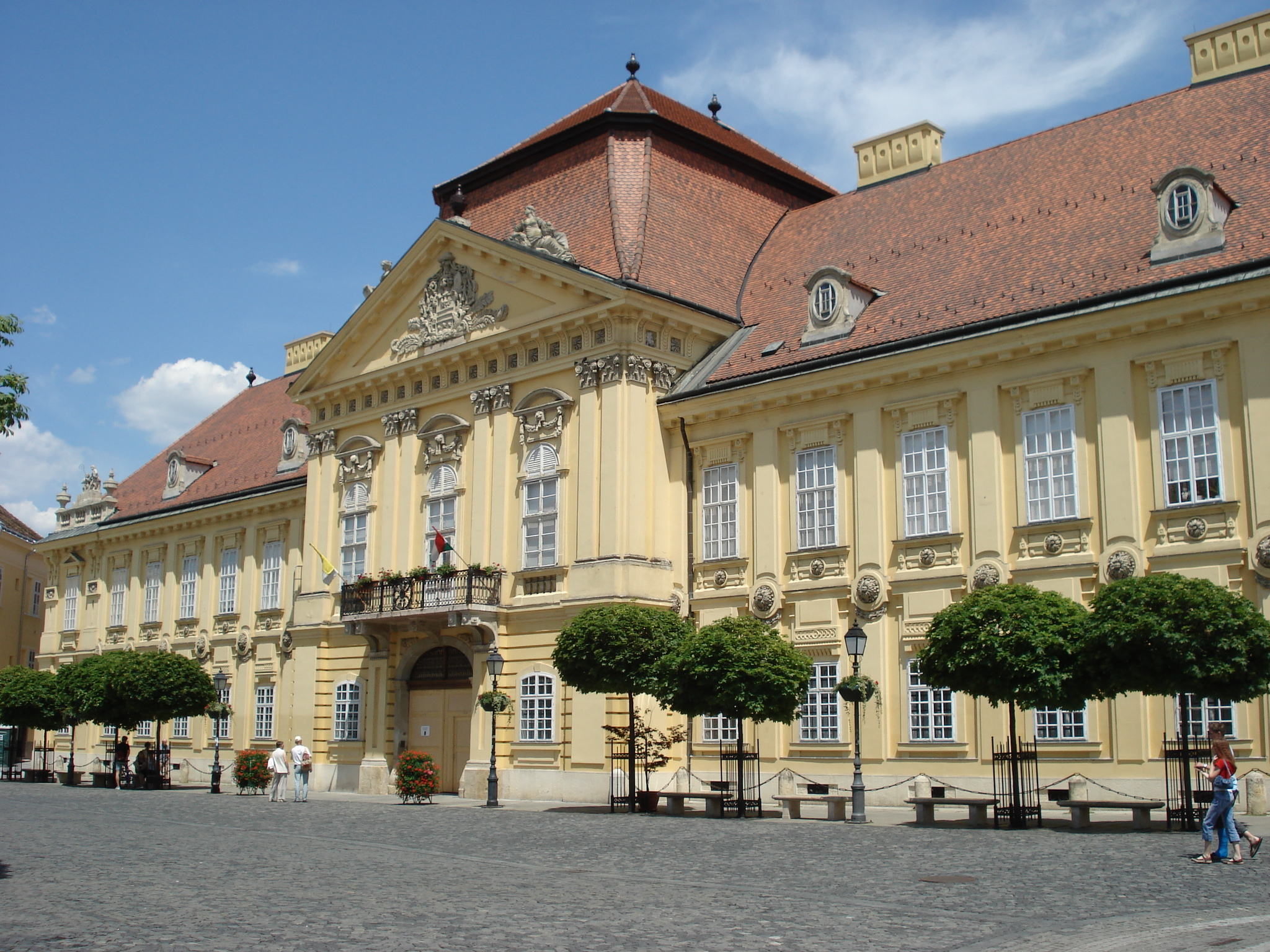
A püspöki palota főhomlokzata

A fehérvári püspöki palota 1780–1801 között épült empire és copf stílusban. Magyarország talán legszebb építészeti emléke ebben a stíluskategóriában. A Püspöki Könyvtár körülbelül 40 000 kötetet számlál a középkori kódexekkel és ősnyomtatványokkal együtt.
- A városháza épületei

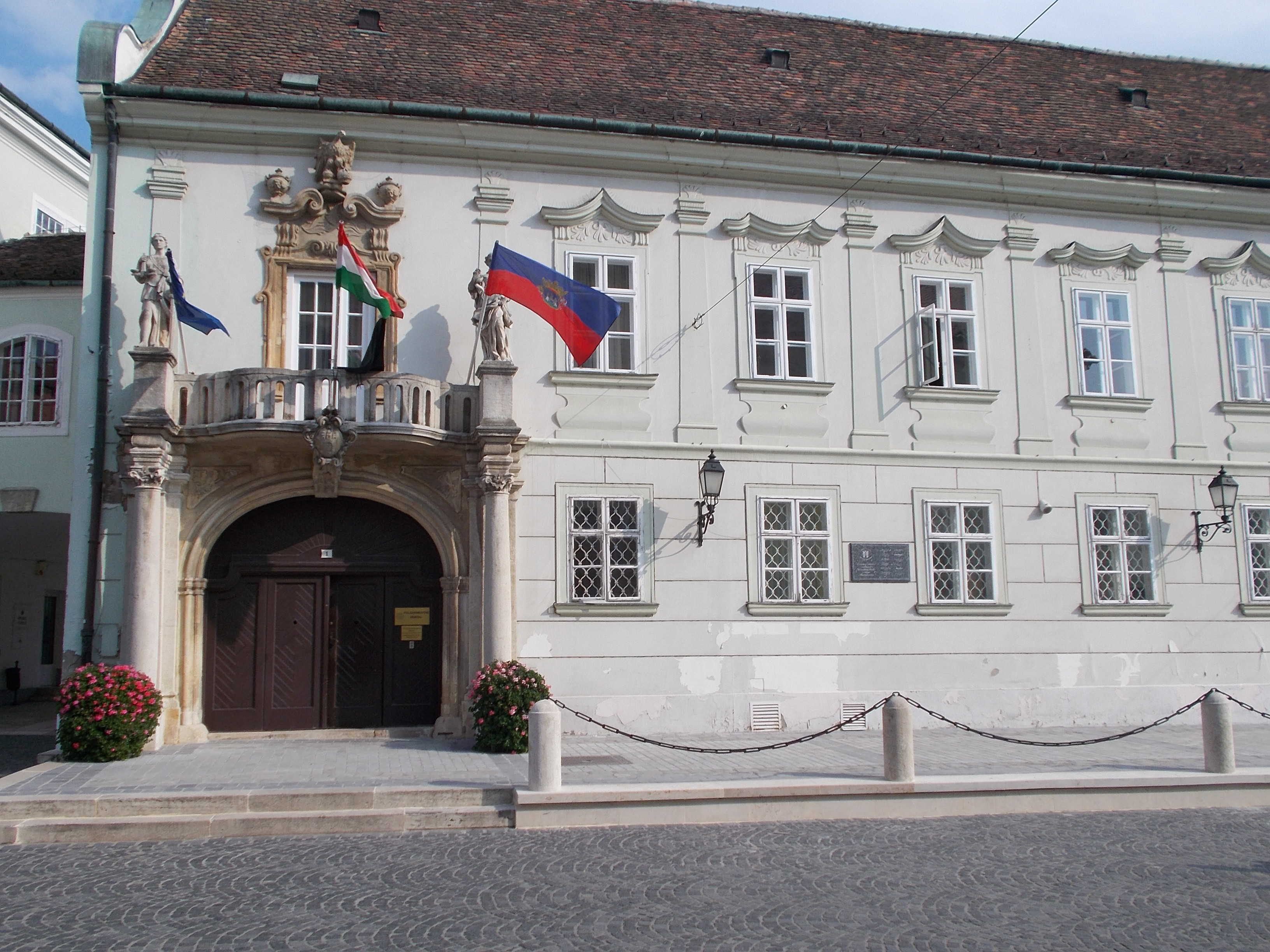
A városháza főépülete

A város egyik díszeként tarthatjuk számon, hiszen a három épületből álló együttes gazdag barokk stílusú. Biztosan tudhatjuk, hogy főépületét 1689-ben már tanácsházaként használták.
A díszített épület különlegesen szép kapuzatát korinthoszi oszlopok, Iustitia istennő (igazságosság) és Prudentia istennő (okosság) allegorikus szobrai és hullámos ívű, áttört kőerkély alkotja, amelyen a város címere is megtalálható. Fölötte elegáns díszű kőkeretben nyílik az erkélyajtó, felette gazdag kiképzésű párkányzaton egy kiterjesztett szárnyú sasmadár ül, karmaiban koronával és karddal. A kapuzat a kismartoni Walch Tamás kőfaragómester alkotása, 1717-18-ban készült.
- Szent Imre-templom és ferences rendház

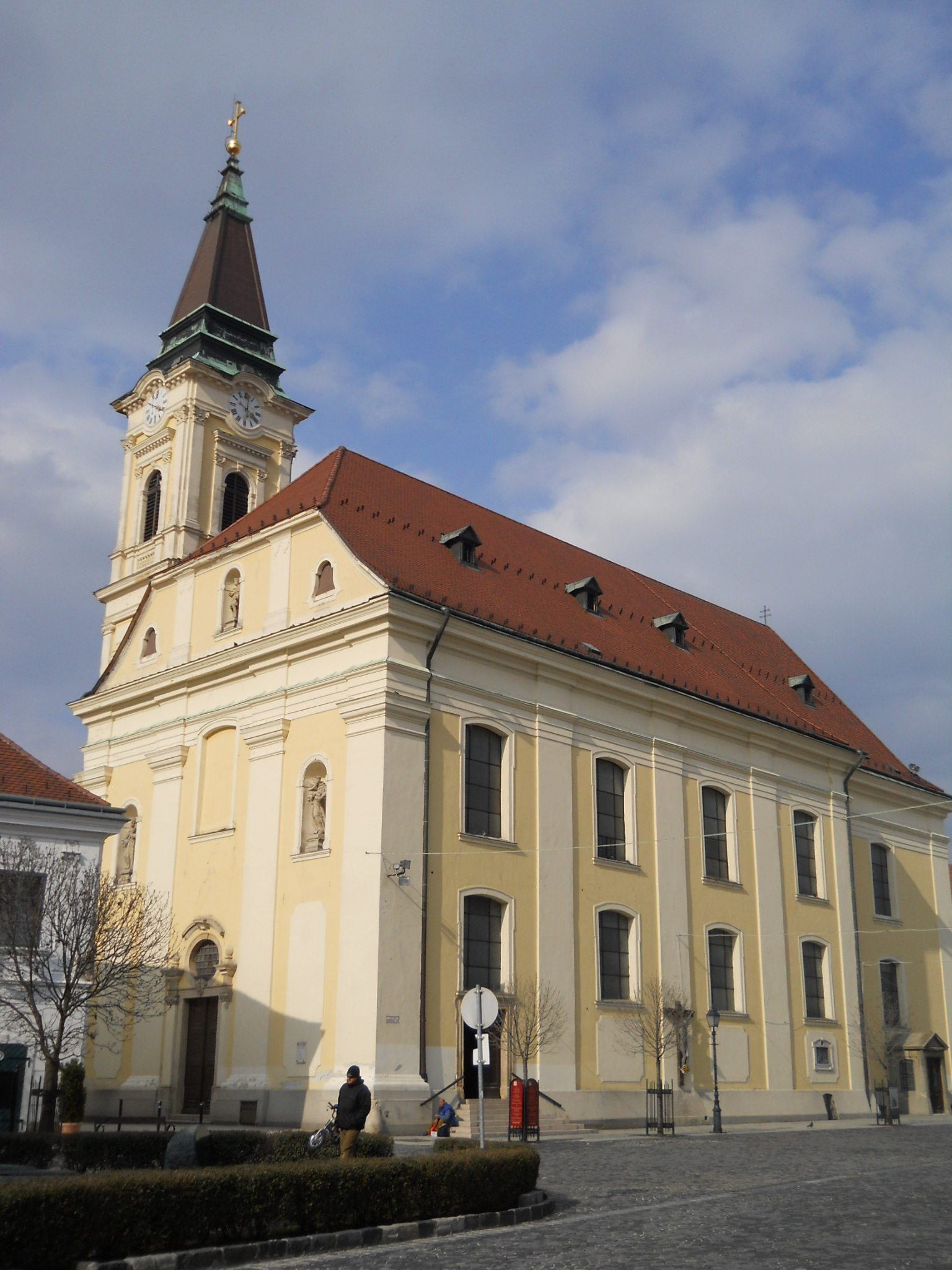
A Szent Imre-templom

A gazdag barokk templomot a Fehérvárott már a XIII. században jelenlevő ferencesek építették 1720 és 1743 között, akik a török hódoltság idejére elhagyták a várost, de Fehérvár 1688-as visszavétele után visszatértek, majd a templom mellé rendházat is építettek. E templom és kolostor helyén állt egykor az a királyi palota, melyben született Imre herceg a hagyomány szerint. A rendházban ma a Székesfehérvári Egyházmegyei Múzeum működik gazdag egyháztörténeti gyűjteménnyel. Szent Imre ereklyéjét a templom alapkövében helyezték el.
A rendház egy részében jelenleg a Székesfehérvári Egyházmegyei Múzeum üzemel.
A templom mögött állították fel a névadó Szent Imre szobrát.
- Hiemer-ház

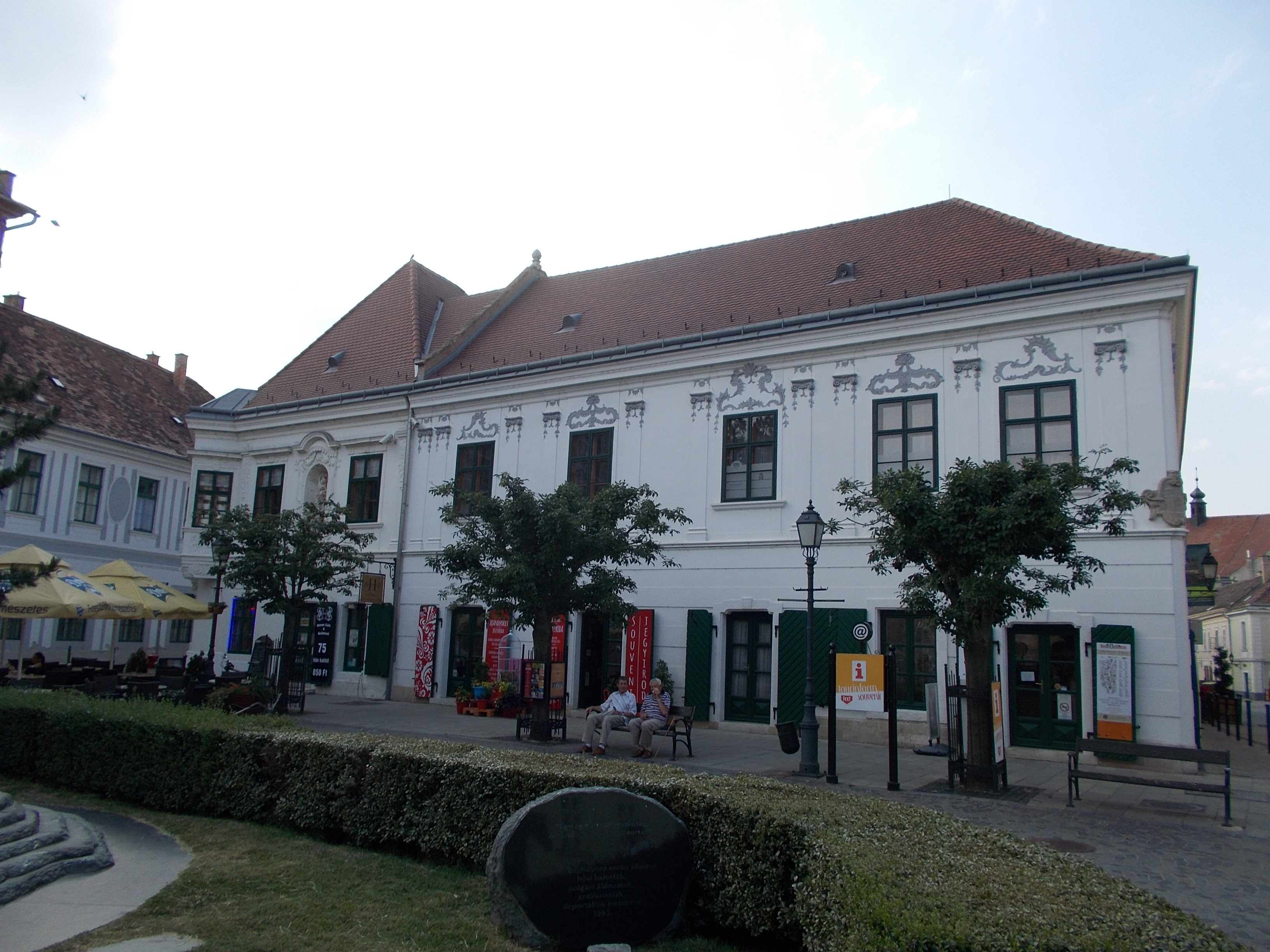
A Hiemer-ház Városház téri homlokzata

A Hiemer–Pfund (Font)–Caraffa barokk épületegyüttese Székesfehérvár belvárosának egyik, országos szinten is kiemelkedő értékű, egyedileg védett műemléke, a város épített örökségének egyik gyöngyszeme. Nemcsak központi elhelyezkedése és Városház térre néző díszes homlokzata teszi Székesfehérvár egyik legfontosabb műemlékévé, hanem történelme is: azon kevés épületek egyike, melyek tanúskodnak a város több évszázaddal ezelőtti fénykoráról, dicső múltjáról, országos jelentőségéről. Az épület műemléki értékét középkori alapjai, az értékes freskók és a falakat kívül-belül díszítő stukkók adják. 
Az épületben jelenleg többek között Magyarország legnagyobb, Európa-szerte híres játék- és babagyűjteménye, a Hetedhét Játékmúzeum, az ország legjobb vidéki étterme, a Top10-es listán szereplő 67 Étterem, valamint egy házasságkötő terem is működik.
- Hermann László Zeneiskola épülete

Utcasorba illeszkedő, három oldalán szabadon álló, U alaprajzú, egyemeletes, barokk lakóépület. Városház téri homlokzata héttengelyes, háromrészes övpárkány osztja, csonka főpárkány zárja. Földszinti ablakai egyenes záródásúak, füles, tagozott szalagkeretesek, könyöklőjük alatt kis köténnyel. Páros lizénák határolják az ablakokat, a szélső kettőt a középső háromtól elválasztó lizénát ovális tükör fedi. A jobb szélső tengelyben a ház falában talált ágyú kis keretben került bemutatásra.
Oldalhomlokzata háromtengelyes, azon a főhomlokzat párkányai körbefutnak. Földszintjén három kőkeretes ajtó, a középső az épület bejárata, mely szegmensíves, szemöldökgyámos, zárókődíszes. Emeleti ablakai egyenes záródásúak, szalagkeretesek, a bal oldali befalazott.
Udvari homlokzatán két sorban futnak a keretezetlen, egyenes záródású ablakok, az északi tengelyben kőkeretes ajtó.
Kontyolt nyeregtető, cserépfedés.
Az északi oldalszárny déli falán a török fürdő egykori kupoláját támasztó sarokboltfülke sztalaktitdísze látható.
Az udvaron ciszterna, s a fürdő egyéb helyiségének romjai, a nyugati telekhatáron a városfal maradványai láthatók.
Az 1913-ban alapított Hermann László Zeneiskola jogutódjaként működő Hermann László Zeneművészeti Szakközépiskola és AMI 1990 óta működik a Városház téri épületben.

## Szobrok, emlékművek
- Országalma

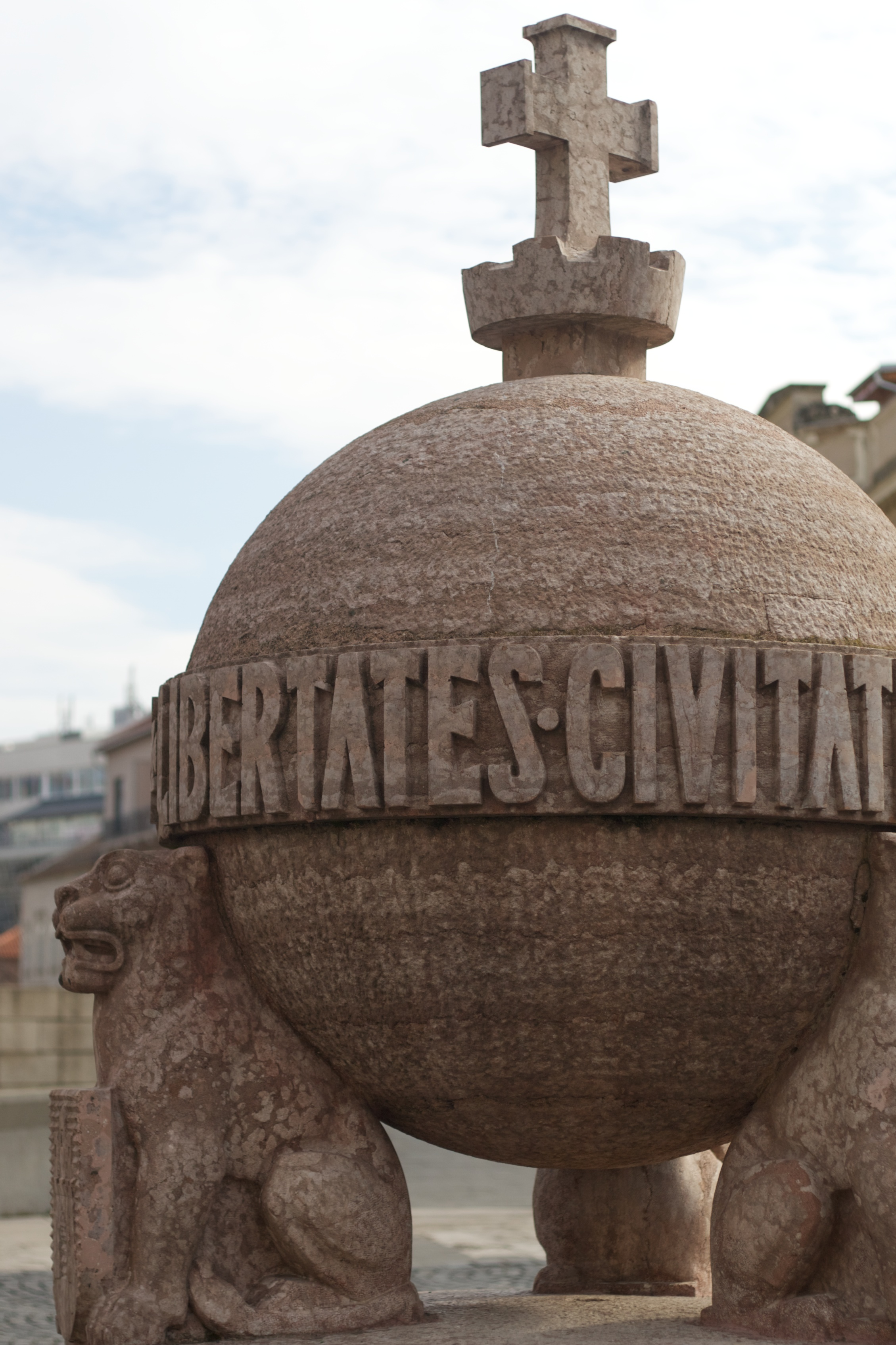
Az Országalma

Fehérvár történelmi jelentőségét a tér közepén álló vörösmárvány díszkút, az Országalma szimbolizálja. Hivatalosan Fehérvári jog az emlékmű neve, de a köznyelvben csak Országalmaként vált ismertté. Közvetlenül a fehérvári jognak nevezett középkori városi szabadságprivilégiumnak állít emléket, melyet III. István királytól kapott a város. A három kőoroszlán által tartott Országalmát Ohmann Béla alkotta 1941-43 között. Az emlékművön az alábbi felirat olvasható: "Libertates civitati Albensi a S. rege Stephano concessæ", azaz Fehérvár szabadságjogait Szent István adományozta (a hagyomány szerint ugyanis az első szabadságjogokat I. István adományozta a városnak). Helyén '43 előtt a Bory Jenő által készített Püspökkút állt, amely ezután átkerült a főpályaudvar elé, majd az 1972-es millenium alkalmából (ekkor volt Fehérvár 1000 éves) vitték jelenlegi helyére, a Piac téri Várfal parkba.
- Mujkó szobra

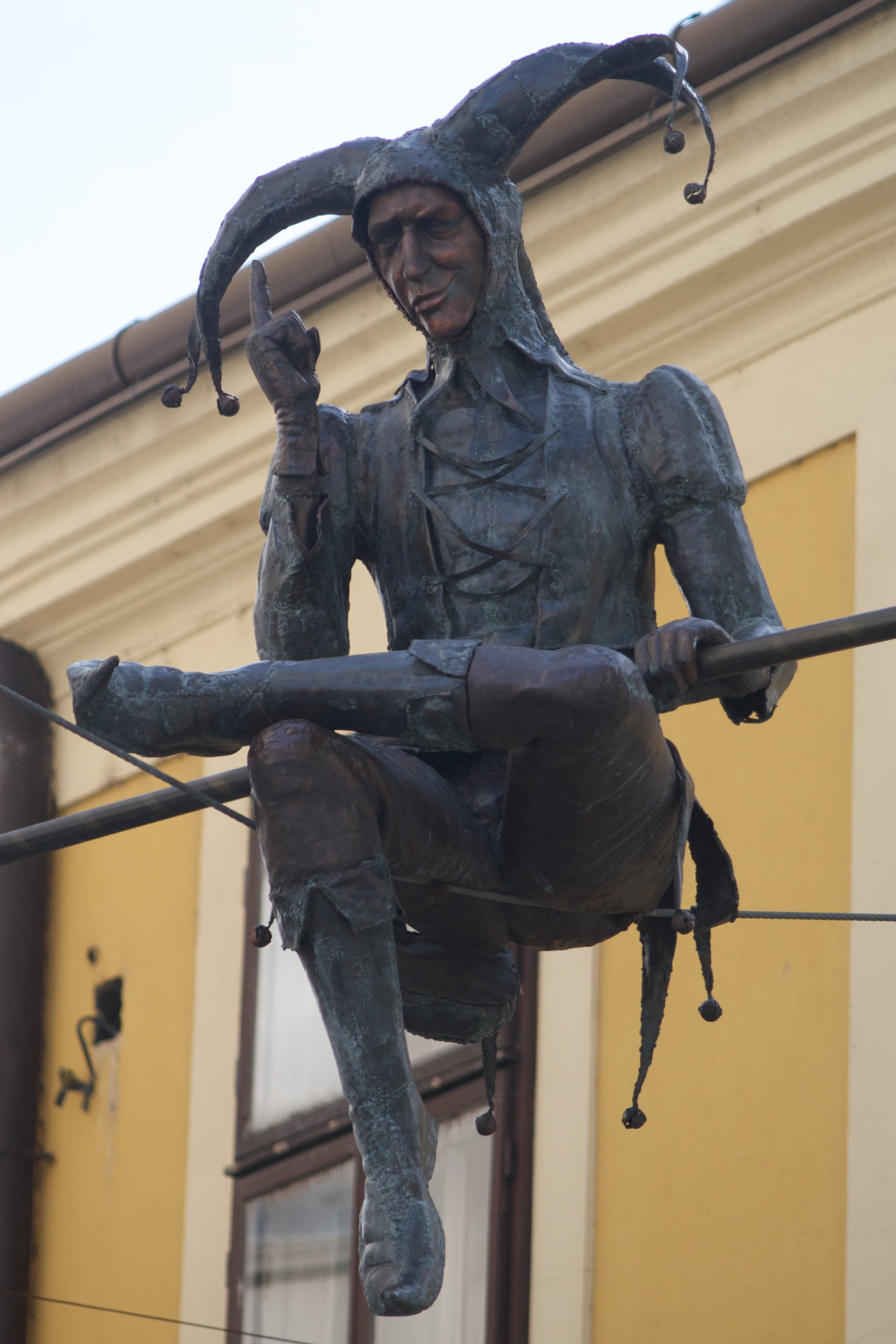
Mujkó, Mátyás bolondja a levegőben „egyensúlyoz”

2007 májusában, a VIII. Kortárs Művészeti Fesztivál keretein belül került elhelyezésre Mujkó, az udvari bolond szobra  Kossuth utca és Vasvári Pál utca kereszteződésében. Habár a szobor nem a Városház tér része, de jól látható onnan. Az alkotást Kocsis Balázs szobrászművész és Molnár László ezüstműves és ötvösművész a művészeti fesztiválra készítette, saját költségen. Kocsis Balázsban régen megfogalmazódott az ötlet, hogy olyan szobrot készítsen, amely a levegőben lóg. Mátyás bolondja, Mujkó figuráját formálták meg végül ily módon, mivel egy udvari bolond ülhet egy kötélen az emberek feje felett. A szobor apró részleteit az ötvösmunka kiválósága emelte ki.
Az alkotás azonnal belopta magát a fehérváriak szívébe. A város nem tervezett ekkor szoborvásárlás kapcsán költséget, így sokáig kétséges volt, hogy Mujkó maradhat-e, vagyis először „illegálisan” lógott a levegőben. Végül a város közgyűlésének 347/2007 (IX. 20.) számú határozata alapján a város megvásárolta a szobrot, így Mujkó - szerencsére - maradt.
- Török-kút

A török kivonulásának 250. évfordulójára készült 1938-ban a Szent Imre ferences templom és rendház falán található falikút, ami Medgyessy Ferenc alkotása. A kút fölötti dombormű török-magyar küzdelmeket ábrázol.
- Második világháborús emlékmű

A II. világháború halottainak, polgári áldozatainak, antifasisztáknak és a deportáltaknak állít emléket. A székesfehérvári emlékművet Lugossy Mária készítette. Az emlékmű jellegzetessége a világháborúban bombatalálatot ért Fő utcai Nepomuki Szent János templom harangja, mely ekkor lezuhant a toronyból, majd az emlékmű elkészítéséhez használtak föl.
- A tízes huszárok emlékműve

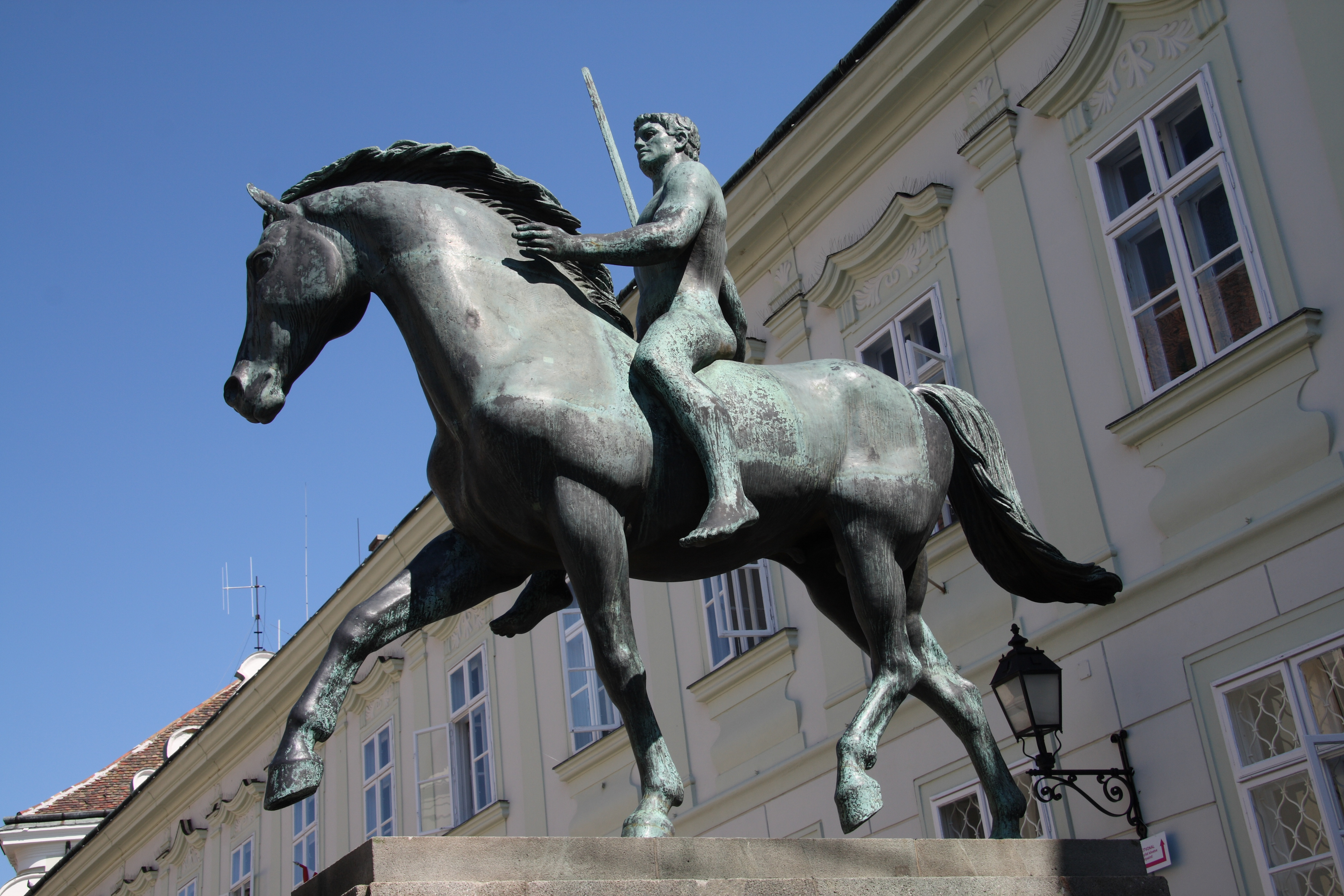
A 10-es huszárok emlékműve

Az emlékmű egy kardot tartó mezítelen lovast ábrázol. A Pátzay Pál által készített székesfehérvári szobor a 10-es huszárok tisztikarának megrendelésére készült 1939-ben.
- Szent István-emlékjel

A 2015-ös Királyi Napok keretében került átadásra a Szent István-emlékjel. Latin felirata: "Signum dom Stephani incliti regis", azaz István úr, a kiváló király jele. Középen államalapító királyunk aláírása látható. A mészkőből készült emlékmű Vas Éva, Hoffer Ottó, Molnár Attila és Kovács Alina munkája. Az emlékmű helyén korábban a Milleniumi emlékjel állt, amely a közvélekedés szerint nem illett a belvárosi környezetbe. Az emlékjelet a modern Vízivárosba, az Áron Nagy Lajos térre helyezték át.

## Galéria

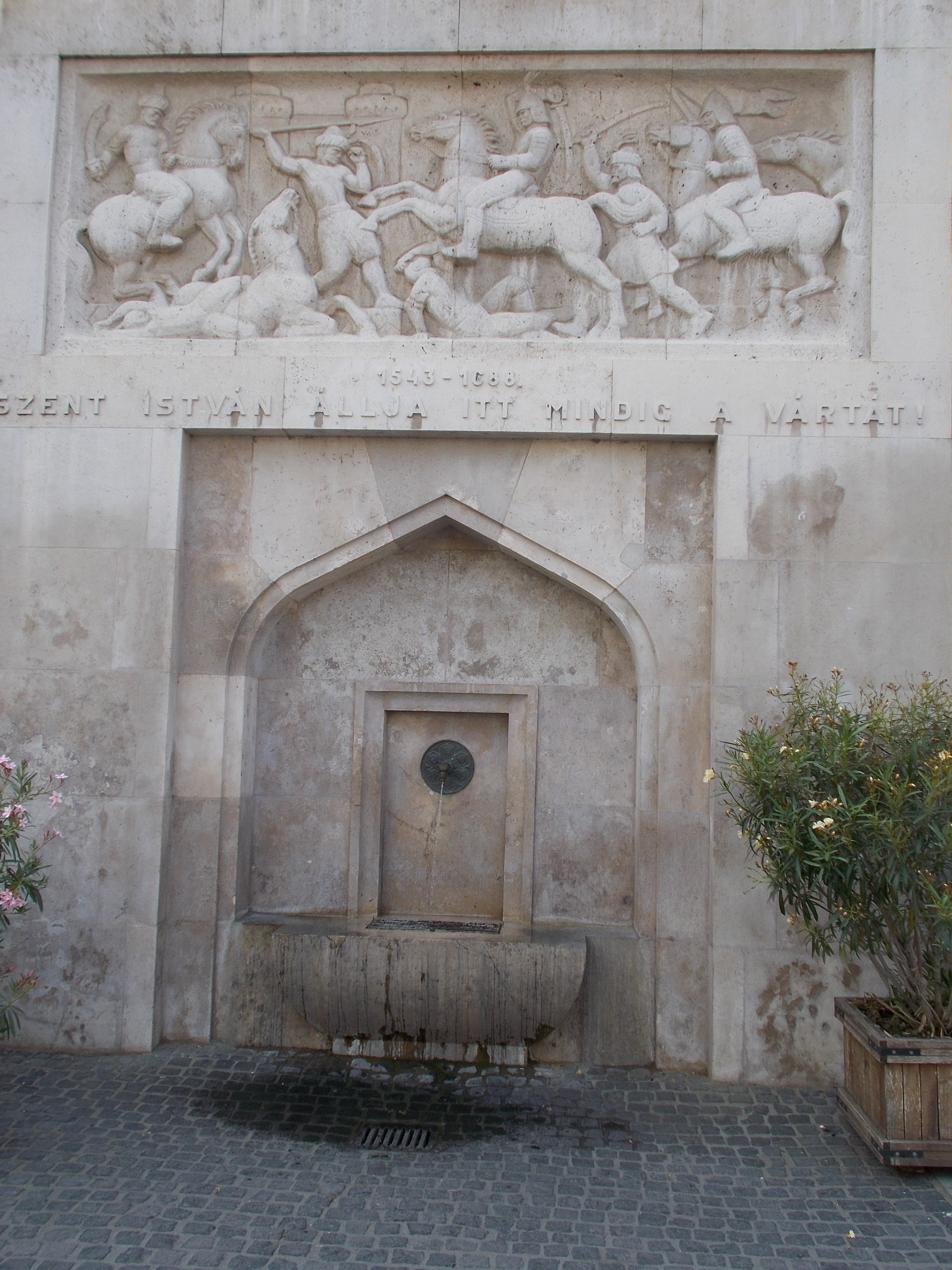
Török-kút
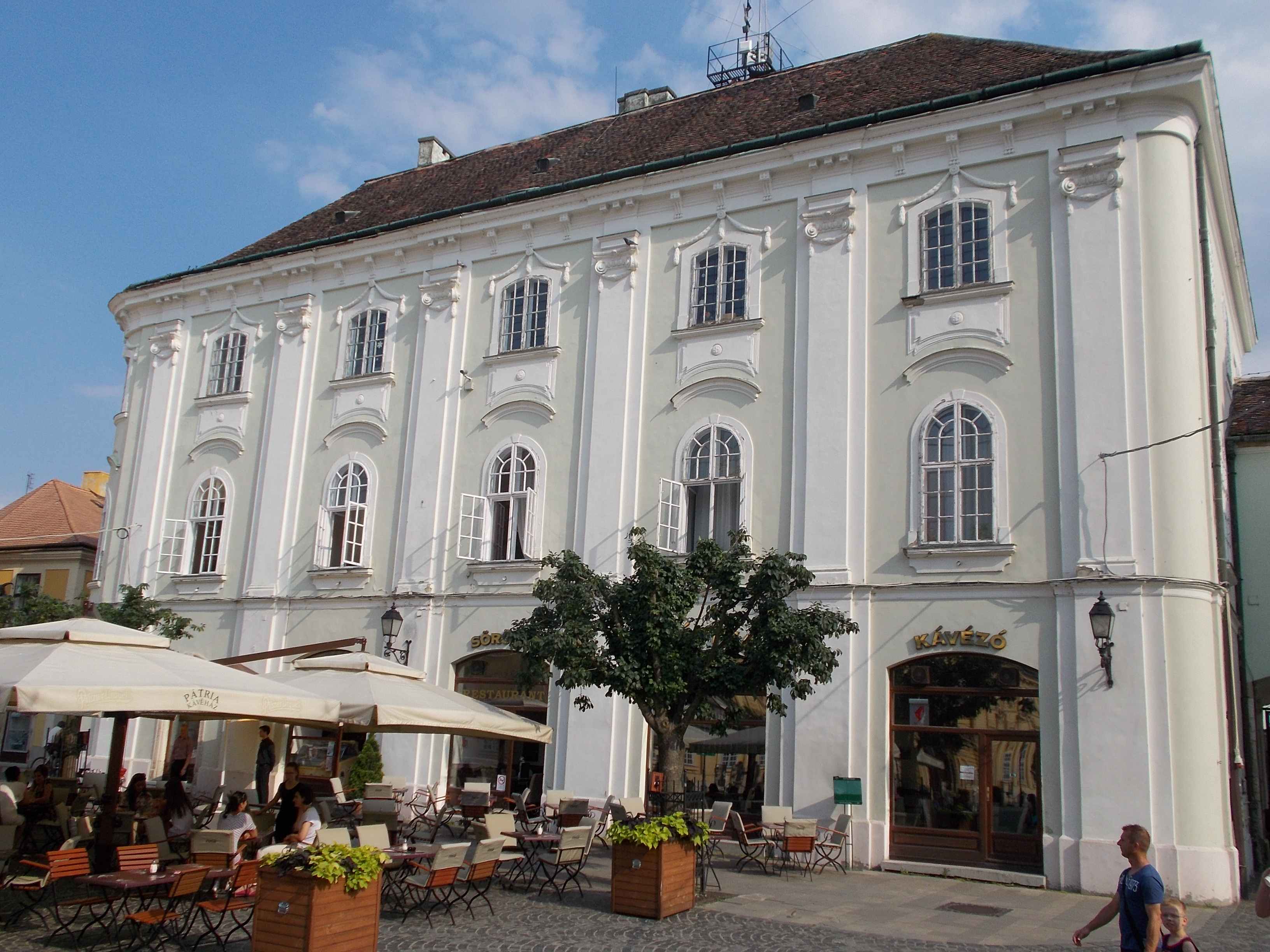
A Zichy-palota, a városháza B épülete
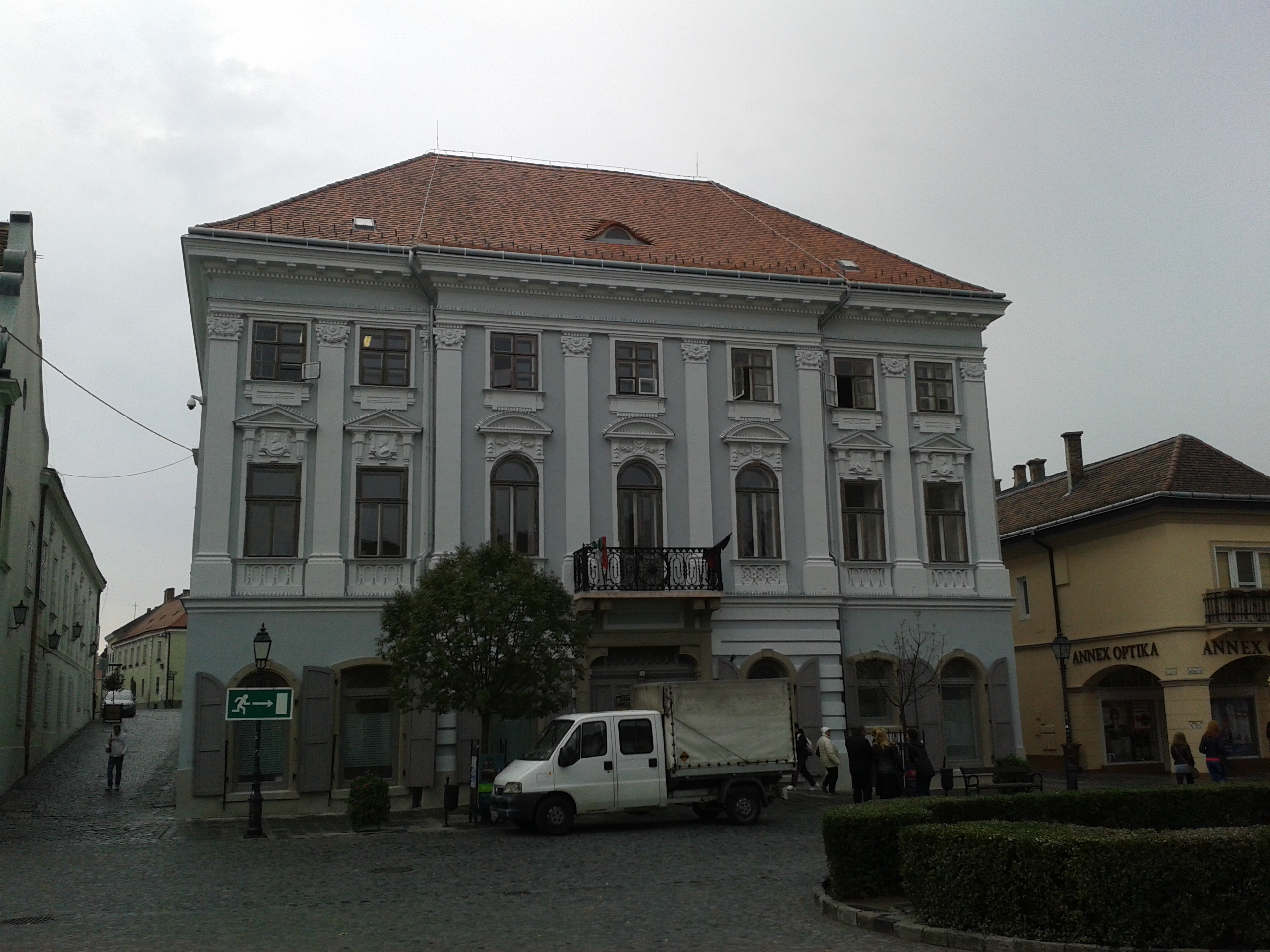
A városháza C épülete
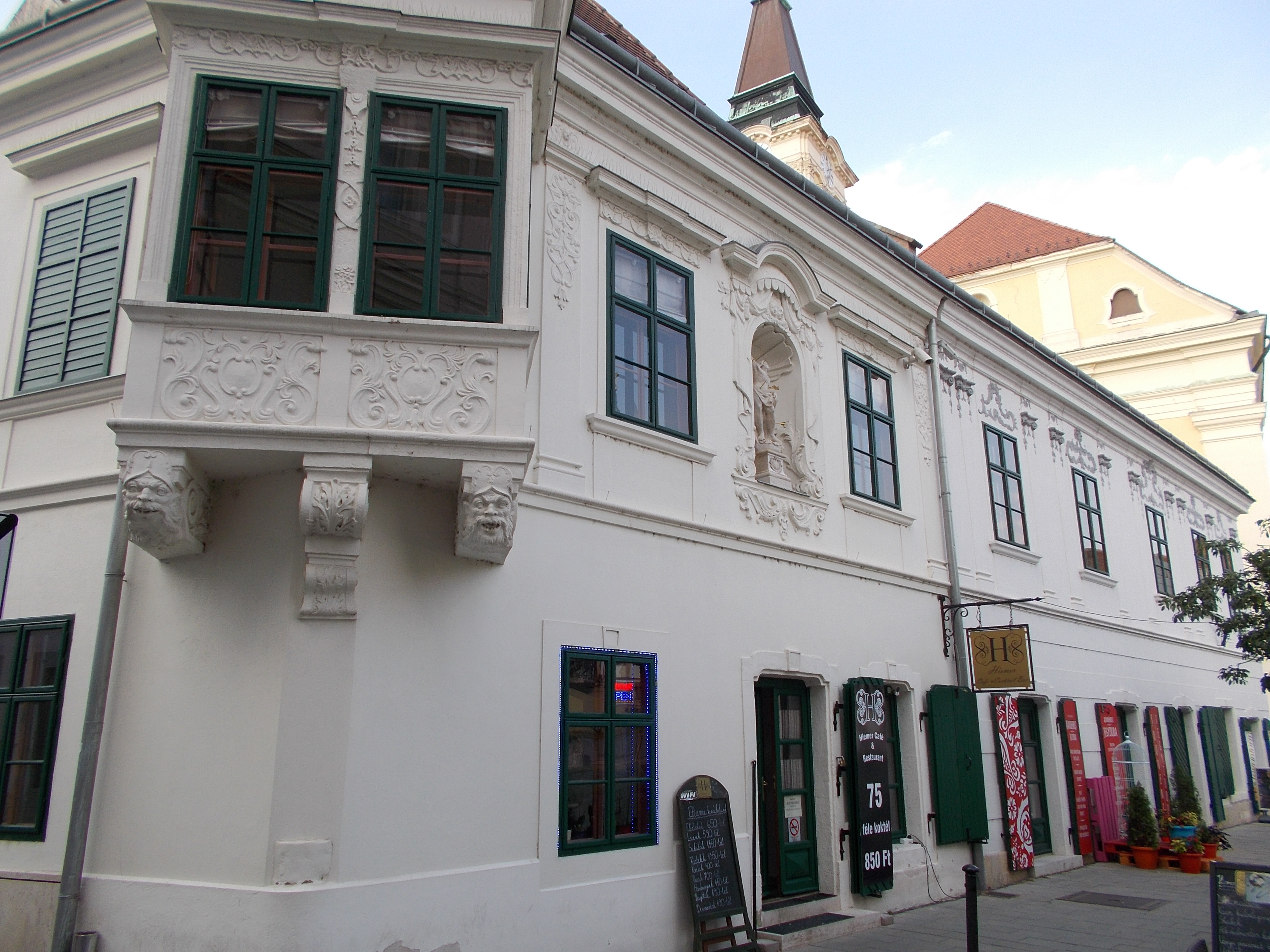
A Hiemer-ház egyik zárterkélye
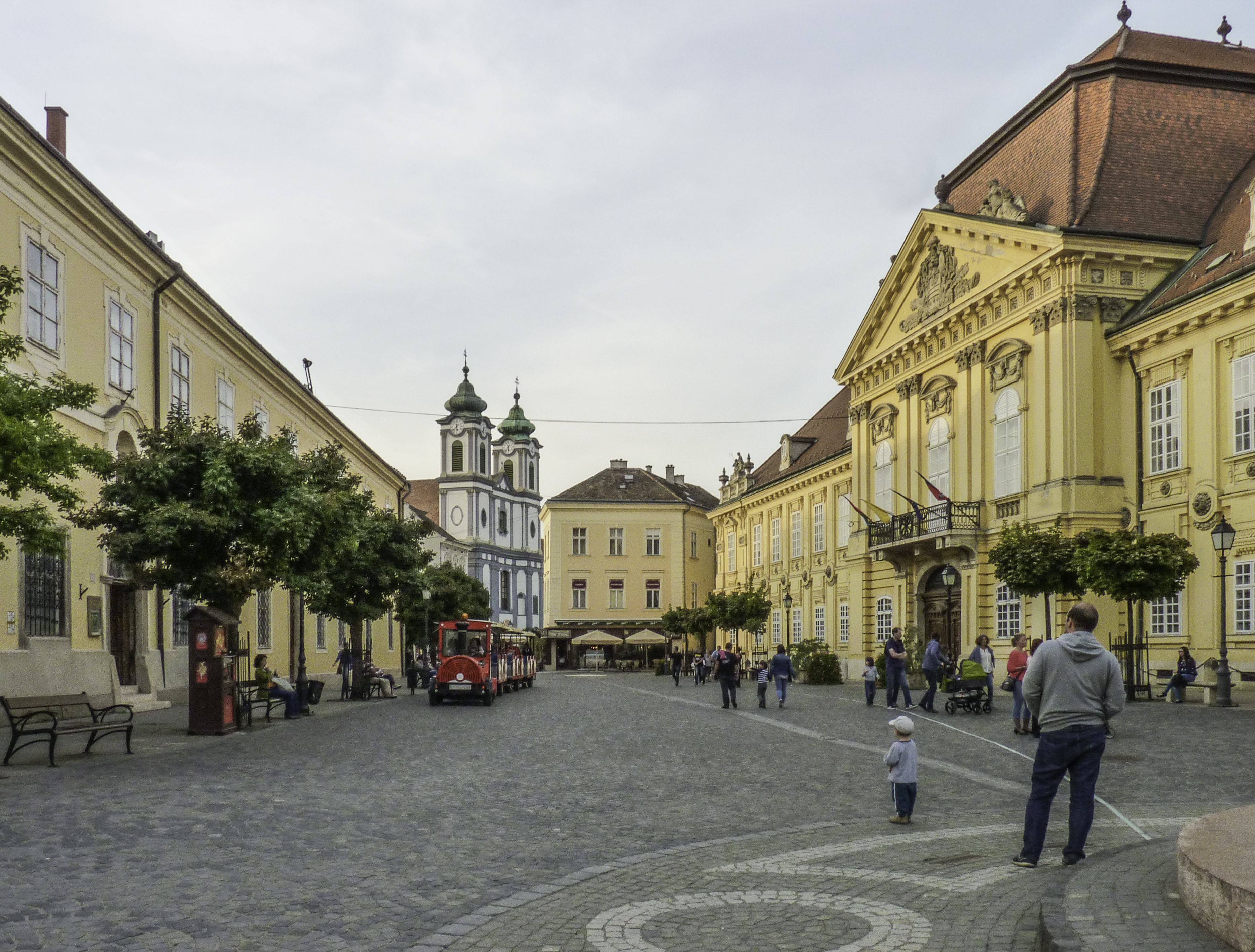
Városház tér, 2016
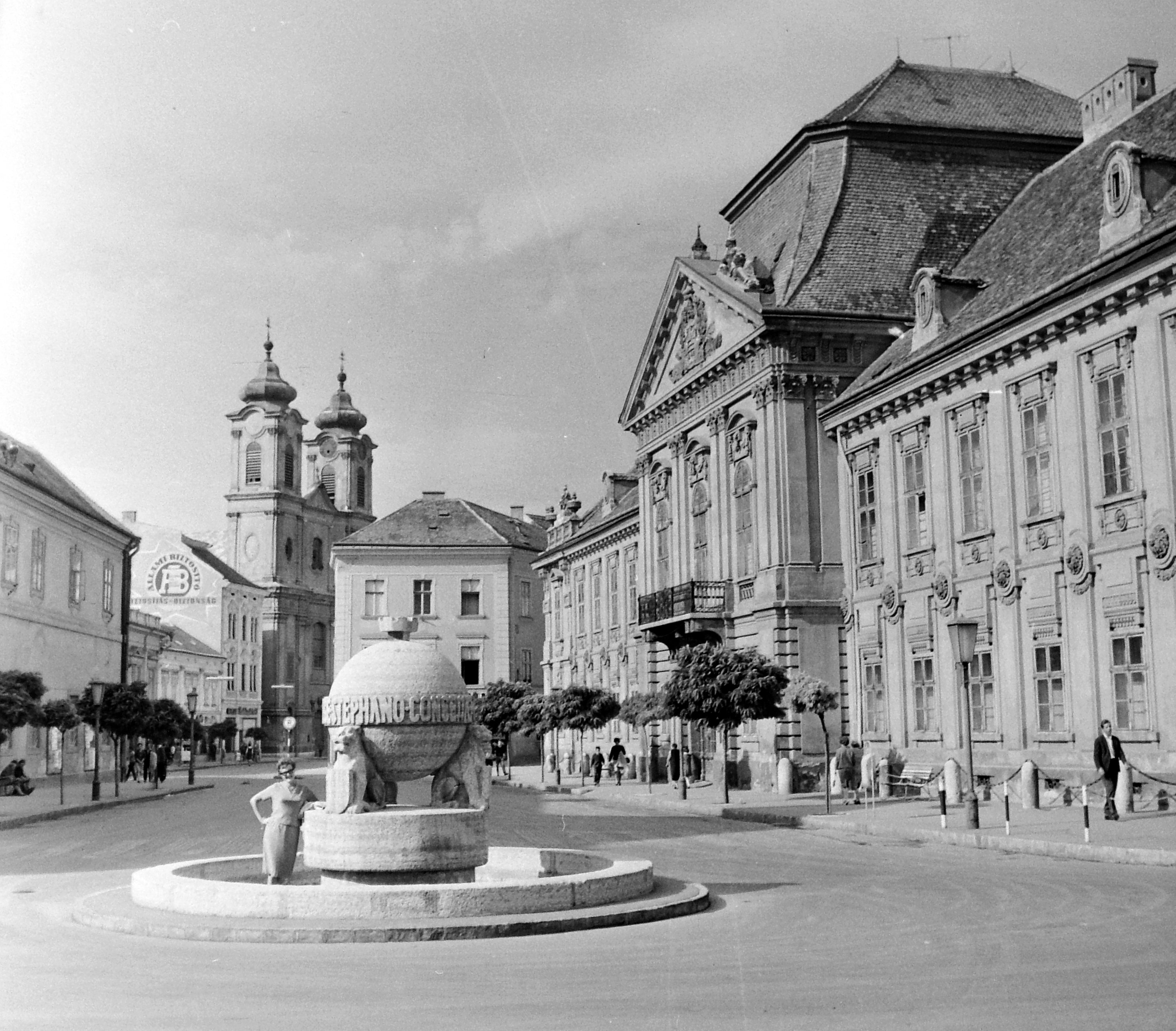
Városház tér, 1971